# Amy Bruckner
Amy Bruckner (* 28. März 1991 in Conifer, Colorado) ist eine US-amerikanische Schauspielerin und Sängerin. Sie wurde bekannt durch ihre Rollen in Phil aus der Zukunft und American Dragon sowie durch die Filme Volltreffer – Ein Supercoach greift durch und Nancy Drew – Girl Detective.

## Leben
Bruckner wuchs in  Conifer, Colorado, auf und zog später mit ihrer Familie nach Kalifornien. Sie absolvierte die Athens Academy in Athens, Georgia, und besuchte die Tisch School of the Arts in der New York University.

## Filmografie
- 2002: Emergency Room – Die Notaufnahme (ER, Fernsehserie)
- 2002: Ally McBeal (Fernsehserie)
- 2002: The West Wing – Im Zentrum der Macht (The West Wing, Fernsehserie)
- 2003: Regular Joe
- 2003: American Dreams (Fernsehserie)
- 2003: Für alle Fälle Amy (Judging Amy, Fernsehserie)
- 2003–2004: Oliver Beene (Fernsehserie)
- 2004: They Are Among Us
- 2004: Costume Party Capers: The Incredibles
- 2004–2005: Malcolm mittendrin (Malcolm in the Middle, Fernsehserie)
- 2004–2006: Phil aus der Zukunft (Phil of the Future, Fernsehserie)
- 2005: Volltreffer – Ein Supercoach greift durch (Rebound)
- 2005–2007: American Dragon (American Dragon: Jake Long, Fernsehserie, Stimme)
- 2007: Nancy Drew – Girl Detective (Nancy Drew)
- 2014: The Assault